# Estância de Baixo
Estância de Baixo (em Crioulo cabo-verdiano (escrito em ALUPEC): Stansia di Báxu ou Stanxa d’ Box’) é uma aldeia na ilha de Boa Vista de Cabo Verde.

## Clubes desportivos
- Desportivo Estância Baixo